# Renato Corà
Renato Corà (Montecchio Maggiore, 25 gennaio 1929 – Resana, 22 maggio 2015) è stato un politico italiano.

## Biografia
Dopo aver conseguito la laurea in Medicina e chirurgia ha intrapreso la professione di odontoiatra. Ha svolto attività politica nelle file della Democrazia Cristiana. Dal 1957 al 1975 è stato sindaco della sua città natale.
Deputato dal 1968 al 1983, nel triennio 1976-1979 ha ricoperto l'incarico di Sottosegretario di Stato del Ministero del tesoro nei Governi Andreotti III, IV e V.
È stato poi Sottosegretario al Ministero dei lavori pubblici nel Governo Cossiga I.